# Can Mates (Sant Cugat del Vallès)
Can Mates és un edifici del municipi de Sant Cugat del Vallès (Vallès Occidental) que forma part de l'Inventari del Patrimoni Arquitectònic de Catalunya. Fou la casa més important del carrer Sant Domènec, abans carrer de Dalt, i una de les més antigues. Sembla que al segle xvi fou reformada, donant-li un caràcter més senyorial.

## Descripció
És una casa de planta rectangular formada per planta baixa i dos pisos. Els elements més característics són la porta d'entrada de punt rodó adovellada amb pedra i l'angle esquerra de la construcció també de pedra. En el mur que forma la façana s'hi poden observar diferents tipus d'obra: pedra, tapia, totxo...el que demostra les diferents reformes.